# قدیس حامی

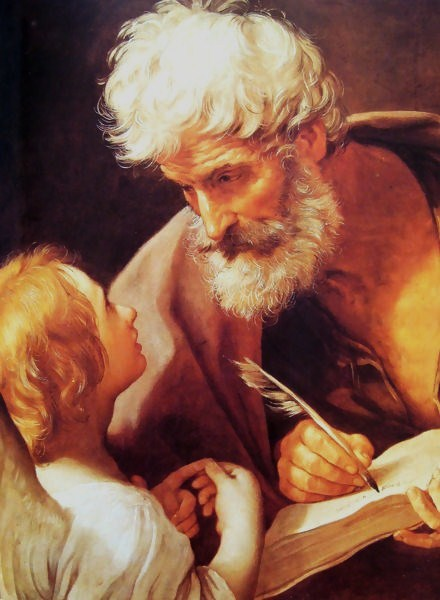
سنت متی (قدیس متی) که به همراه یک فرشته به تصویر کشیده شده و قدیس حامی سالرنو در ایتالیا، بانکداران و باجگیران (مالیات گیران) محسوب می‌شود.

قدیس حامی یا محافظ (به انگلیسی: Patron saint) قدیسی است که در بسیاری از فرقه‌های مسیحیت به عنوان روح محافظ یا مدافع آسمانی یک ملت، مکان، پیشه، فعالیت، طبقه، قبیله، خانواده یا شخص در نظر گرفته می‌شود. در حال حاضر، قدیس حامی به عنوان یک ماهیت متافیزیکی شناخته می‌شود، این باور در میان معتقدین بدین گونه ماهیت‌ها وجود دارد که قدیسین محافظ توانایی شفاعت بسیاری از اتهامات و بزه‌ها را دارای می‌باشند.
اعتقاد به یک چنین ماهیت‌هایی بیشتر در بین کاتولیک‌ها و ارتدکس‌ها رواج داشته و این گونه باورها در میان اکثر پروتستان‌ها جایی ندارد.

## در اسلام
اگرچه اسلام هیچ آموزه مدونی برای حمایت از طرف مقدسین ندارد ، اما با این وجود بخش مهمی از سنتهای اسلامی سنی و شیعه بوده است مارتین لینگز نوشت: "به ندرت منطقه ای در امپراتوری اسلام وجود دارد که برای مقدس حامی خود صوفی نداشته باشد.